# Philiris goliathensis
Philiris goliathensis är en fjärilsart som beskrevs av Tite 1963. Philiris goliathensis ingår i släktet Philiris och familjen juvelvingar. Inga underarter finns listade i Catalogue of Life.